# Ozarba sagittifera
Ozarba sagittifera là một loài bướm đêm trong họ Noctuidae.